# Institut Social de les Forces Armades
L'Institut Social de les Forces Armades (ISFAS) és un organisme autònom adscrit al Ministeri de Defensa d'Espanya i integrat en la Subsecretaria d'aquest departament ministerial, que disposa de personalitat jurídica i autonomia per al compliment de les seves finalitats: gestió del Règim Especial de la Seguretat Social de les Forces Armades.
La seva labor consisteix a gestionar, juntament amb classes passives, el Règim Especial de la Seguretat Social de les Forces Armades i de la Guàrdia Civil.

## Història
L'ISFAS sorgeix de l'Ordre de 14 de gener de 1977 per la qual es dicten normes provisionals per a la posada en funcionament de l'Institut Social de les Forces Armades, derogant altres normes anteriors.
Històricament, el ISFAS l'hereu de totes aquelles polítiques de prevenció i segur social per als militars, que es remunten al segle xiii i que van ser afermant-se, sobretot des del segle XVIII: Sanitat Militar, Cos d'Invàlids, Montepios Militars, Col·legis d'Orfes i Benemèrit Cos de Mutilats.
Ja en les Partides d'Alfons X "El savi" (1.221-1.284) quedava legislat, Títol XXV, Llei II "como deben ser fechas las enmiendas que los homes reciben en sus cuerpos". S'establien les "erechas", compensació o forma de rescabalar els danys rebuts en els seus cossos els homes en la guerra. La Segona Partida, les dividia en quatre "guisas". Tres eren per vida, establint-se una taula en la qual dividint-se les diferents ferides, aquestes tenien una valoració diferent i la seva compensació en "maravedises" estava en funció de les mateixes o nombre d'elles. La quarta era "cuando lo matassen los enemigos dellos en cavalgada o en otra manera de guerra". La seva compensació s'establia en cent cinquanta "maravedises" per als cavallers i la meitat per als peons.